# ナガエノスギタケ
ナガエノスギタケ（長柄杉茸、学名: Hebeloma radicosum）は、モグラのトイレの上に生えることで知られる中型から大型のキノコ（菌類）で、白い。地方により、シロモミタケ、スネナガ（秋田県）、ダイミョウモタシのほか、モグラノセッチンタケなどの地方名でよばれている。

## 分布
日本・ヨーロッパの、ブナ科・カバノキ科・ヤナギ科などの広葉樹林の樹下のモグラの巣の中の古い便所跡。

## 形態
子実体は傘と柄からなる。傘の径は8 - 15センチメートル (cm) 。傘は初め円錐形で、のちに扁平形になる。傘の表側は幼時のときは白色で、生長すると黄土褐色や灰黄色または淡粘土色となる。中央部は色が濃く、帯褐色の繊維状鱗片におおわれるか、または平滑で、成菌になると失われる。粘性がある。
傘の裏側のヒダは柄に対して上生、密に配列し、ヒダの色は淡黄色か褐色。ヒダの胞子は汚褐色。
柄の高さは8 - 15 cm。柄の色は傘と同色か白色。膜質のツバをもち、ツバより下は傘同様の鱗片をもつ。ふくらんだ基部は急にほそまって根状となり深く地中に10 cmほど伸び（この根状になって伸びた部分を偽根という）、地中のモグラ類の排泄跡に到達する。
肉はかたく締まり歯ごたえがあるほか、独特の臭いがする。無味。

## 生態
秋に、ブナ科・カバノキ科・ヤナギ科の樹下に単生から群生する。広葉樹林の地中にある、モグラ類の巣付近の排泄所跡（古い便所跡、モグラのトイレとも）に発生する。モグラは地中に巣をつくり、巣の周りの一定の場所をトイレとして使う。トイレの場所はときどき変わり、使われなくなったトイレは、モグラの糞尿の分解によって生じる高濃度のアンモニアが発生し、このアルカリ性によって、土壌微生物相の攪乱がおき、これに乗じてナガエノスギタケが繁殖する。ナガエノスギタケは、アンモニア菌と呼ばれるキノコの一種で、動物の排泄物の分解痕に生える腐敗跡菌である為、このような生活環をもつ。

## 利用
非常においしく、特に醤油味がいい。味噌汁、炊き込みご飯、酢の物、煮込み、雑煮、鍋物、天ぷら、フライ、佃煮、茶碗蒸し、塩焼きなど、主要な和食に合う。また、煮込み、ピクルス、マリネ、グラタン、ピザ、オムレツ、ホイル焼きなど、洋食に大いに合う。さらに中華スープ、油炒め、煮込む、あんかけなどの、中華料理にも合う。お吸い物、和え物、ポタージュ、コンソメ、コロッケ、チャーハン、ギョーザ、シュウマイなどでも食べられる。
ナガエノスギタケの毒成分は不明であるが、ワカフサタケ属にはテルペン系の毒を含むものが多いため、注意が必要である。